# Зелёная птичка
«Зелёная пти́чка» — волшебная сказка (фьяба) Карло Гоцци 1765 года. Сюжет продолжает историю первой фьябы Гоцци «Любовь к трём апельсинам».

## Действующие лица
- Тарталья — король Монтеротондо.
- Тартальона — престарелая королева Тароков, его мать.
- Нинетта — жена Тартальи.
- Ренцо, Барбарина — близнецы, её дети.
- Помпея — статуя, возлюбленная Ренцо.
- Кальмон — античная назидательная статуя, царь Изваяний.
- Бригелла — поэт и прорицатель, притворно влюблённый в Тартальону.
- Труффальдино — колбасник.
- Смеральдина — его жена.
- Панталоне — министр Тартальи.
- Зелёная птичка — король Террадомбры, влюблённый в Барбарину.
- Яблоки, поющие
- Золотая вода, звучащая и пляшущая.
- Статуя из Тревизо
- Риоба с маврами — статуи с Кампо деи Мори в Венеции.
- Голос Серпентины, феи.
- Каппелло, Чиголотти — уличные рассказчики, статуи.
- Слуги, стража и разные звери.

## Сюжет

### Действие первое
Со времени известных событий, сопутствовавших женитьбе Тартальи на явившейся из апельсина дочери короля Антиподов Нинетте, прошло много лет. Много чего за эти годы произошло в Монтеротондо. Сожжённые когда-то арапка Смеральдина и Бригелла воскресли из пепла: он стал поэтом и прорицателем, а она побелела душой и телом. На Смеральдине женился Труффальдино, который наворовал на королевской кухне столько, что смог оставить службу и открыть колбасную лавку.
Король Тарталья вот уже почти 19 лет не показывался в столице, воюя с мятежниками где-то на окраинах королевства. В его отсутствие всем заправляла его мать, престарелая королева Тартальона. Старуха невзлюбила Нинетту и, когда та родила Тарталье прелестных близнецов, мальчика и девочку, приказала убить их, а королю написала, что его жена будто бы принесла пару щенят. В порыве гнева Тарталья позволил Тартальоне по своему усмотрению наказать жену, и старая королева заживо погребла бедняжку в склепе под отверстием сточной ямы.
К счастью, Панталоне не исполнил приказания Тартальоны: он не зарезал младенцев, а, надёжно завернув в клеёнку, бросил их в реку. Из реки близнецов вытащила Смеральдина. Она дала им имена Ренцо и Барбарина и растила, как собственных детей. Лишние едоки в доме мозолили глаза жадному и сварливому Труффальдино, и вот в один прекрасный день он решает выгнать подкидышей.
Весть о том, что они не родные дети и теперь должны убираться прочь, Ренцо с Барбариной воспринимают хладнокровно, ибо дух их укреплён чтением современных философов, любовь, человеческие привязанности и добрые поступки объясняющих низким себялюбием. Свободные, как они считают, от себялюбия, близнецы отправляются в глушь, где им не станут досаждать люди глупые и назойливые.
На пустынном берегу брату с сестрой предстаёт антропоморфная античная статуя. Это царь изваяний Кальмон, некогда бывший философом и обратившийся в камень в тот момент, когда ему наконец удалось изжить в своей душе последние остатки любви к себе. Кальмон пытается убедить Ренцо и Барбарину в том, что себялюбие отнюдь не постыдно, что в себе и в других следует любить запечатлённый образ Творца.
Молодые люди не внемлют словам мудрой статуи. Кальмон, однако, велит им идти в город и бросить у стен дворца камень — это мгновенно сделает их богачами. Он обещает близнецам помощь в будущем и сообщает также, что тайна их рождения раскроется благодаря Зелёной птичке, влюблённой в Барбарину.
Эта птичка уже 18 лет прилетает в склеп к Нинетте, кормит и поит её. Прилетев на этот раз, она предрекает скорый конец страданий королевы и говорит, что дети её живы, а сама птичка — на самом деле заколдованный принц.

### Действие второе
Наконец-то король Тарталья возвращается с войны, но ничто ему не мило без невинно загубленной Нинетты. Её гибели он не может простить ни себе, ни матери. Между старой королевой и Тартальей происходит шумная ссора.
Тартальона вдохновляется на неё не столько уверенностью в собственной правоте и обидой на неблагодарного сына, сколько пророчествами и льстивыми речами Бригеллы. Бригелла использует любой случай для излияний об их (его самого и Тартальоны) блестящем будущем на монтеротондском престоле. При этом хитрец до небес превозносит давным-давно увядшие прелести старухи, которой якобы безраздельно принадлежит сердце бедного поэта. Тартальона уже на всё готова: и соединить судьбу с Бригеллой, и избавиться от сына, только вот завещание в пользу суженого считает неуместным, если скоро ей ещё много лет предстоит цвести и блистать.
Ренцо с Барбариной, следуя совету Кальмона, приходят к королевскому дворцу, но в последний момент их одолевает сомнение, пристало ли философам богатство. Посовещавшись, они всё же бросают камень, и перед ними появляется роскошный дворец.

### Действие третье
Ренцо и Барбарина живут богачами в чудесном дворце, и занимают их теперь отнюдь не философские размышления. Барбарина уверена, что она прекрасней всех на свете, и, дабы красота её сияла ещё ярче, без счёта тратит деньги на изысканнейшие наряды и украшения. Ренцо же влюблён; но влюблён не в какую-нибудь женщину, а в изваяние. Это изваяние — не создание скульптора, а девушка по имени Помпея, которую много лет назад обратило в камень собственное безграничное тщеславие. Вне себя от страсти он клянётся не пожалеть ничего, лишь бы Помпея ожила.
Движимая любовью к приёмной дочери, во дворце близнецов появляется Смеральдина. Барбарина, для которой любовь — пустой звук, сначала гонит её, потом пытается откупиться кошельком золота, но, в конце концов, дозволяет остаться служанкой при своей персоне. Труффальдино тоже желает жить во дворце подкидышей, но любовь тут ни при чём: ему хочется вкусно есть, вволю пить и мягко спать. Дела же в колбасной лавке идут из рук вон плохо. Не сразу, но Ренцо соглашается взять бывшего папашу к себе в услужение.
Обитатели королевского дворца удивлены новым соседством. Бригелла (а он как-никак прорицатель) видит в Ренцо с Барбариной угрозу своим честолюбивым планам и поэтому научает Тартальону, как погубить близнецов. Король же, выйдя на балкон и завидя в окне напротив красавицу Барбарину, безумно влюбляется в неё. Он уже готов забыть несчастную Нинетту и снова жениться, но, увы, Барбарину ничуть не трогают знаки высочайшего внимания. Тут Тартальона улучает момент и говорит ей, что прекраснейшей в мире Барбарина станет, только когда у неё будет поющее Яблоко и Золотая вода, которая звучит и пляшет. Как известно, оба эти чуда хранятся в саду феи Серпентины, где многие храбрецы сложили головы.
Барбарина, которая быстро привыкла, чтобы все её желания мгновенно исполнялись, сначала требует, а потом слёзно молит доставить ей Яблоко и Воду. Ренцо внимает её мольбам и в сопровождении Труффальдино отправляется в путь.
В саду Серпентины герои едва не гибнут, но Ренцо вовремя вспоминает о Кальмоне и зовёт его на помощь. Кальмон же, в свою очередь, вызывает статую с сосцами, источающими воду, и несколько дюжих изваяний. Из своих сосцов статуя поит бешеных от жажды стражей-зверей, и те позволяют Ренцо сорвать Яблоко. Увесистые изваяния, навалясь на ворота, ведущие к источнику Серпентины, не дают им захлопнуться; Труффальдино не без трепета идёт и набирает склянку звучащей и пляшущей Воды.
Когда дело сделано, Кальмон сообщает Ренцо, что тайна оживления возлюбленной им статуи, как и тайна происхождения близнецов, в руках Зелёной птички. Напоследок царь изваяний просит Ренцо велеть починить ему некогда попорченный мальчишками нос.

### Действие четвёртое
Возвратясь домой, Ренцо узнаёт, что король просил Барбарину стать его женой, и та согласилась было, но потом по наущению Бригеллы и Тартальоны потребовала в приданое Зелёную птичку. Ренцо хотелось бы видеть сестру королевой, а кроме того, его одолевает страстное желание оживить Помпею и раскрыть тайну своего происхождения. Поэтому он берёт Труффальдино и отправляется в новое, ещё более опасное путешествие — к холму Людоеда за Зелёной птичкой.
По дороге отважным путникам поддувает в спину знакомый уже Труффальдино дьявол с мехами, так что до места они добираются очень скоро. Но там они оказываются в некотором замешательстве: как одолеть чары Людоеда, неизвестно, а единственного, кто мог бы помочь, — Кальмона — Ренцо звать не может, так как он не исполнил пустячную просьбу царя изваяний: не исправил ему нос. Решившись, господин со слугой подходят к дереву, на котором сидит птичка, и тут же оба окаменевают.
Тем временем Барбарина, в чьём очерствевшем сердце всё же проснулась тревога за брата, в компании Смеральдины также отправляется во владения Людоеда и находит Ренцо и Труффальдино превращёнными в статуи. Печальное это зрелище заставляет её в слезах раскаяться в чрезмерном высокомерии и рабском потакании собственным желаниям. Едва произнесены покаянные слова, как перед Барбариной и Смеральдиной предстаёт Кальмон. Он раскрывает способ завладеть Зелёной птичкой, предупреждая при этом, что малейшая ошибка повлечёт неминуемую смерть. Барбарина, движимая любовью к брату, преодолевает страх и, сделав всё так, как сказал Кальмон, берёт Птичку. Потом, вынув у неё из хвоста пёрышко, она дотрагивается им до окаменевших Ренцо и Труффальдино, и те оживают.

### Действие пятое
Тарталья горит от нетерпения, желая назвать Барбарину своей женой. Этому, казалось бы, теперь ничто не мешает. Ведь не мешает же Ренцо сочетаться с оживлённой птичьим пером Помпеей даже то, что та в недавнем прошлом была статуей. Однако прежде всего, настаивает Барбарина, следует выслушать, что имеют сказать Вода, Яблоко и Зелёная птичка.
Волшебные предметы и Птичка рассказывают всю историю злодеяний Тартальоны и её приспешника Бригеллы. Король, обретший детей и чудом избежавший кровосмесительного брака, буквально вне себя от радости. Когда же на свет Божий из зловонного склепа является Нинетта, он и вовсе лишается чувств.
Зелёная птичка произносит заклинание, и Тартальона с Бригеллой у всех на глазах, к общей радости, превращаются в бессловесных тварей: старуха — в черепаху, а её притворный возлюбленный — в осла. Затем птичка сбрасывает перья и становится юношей — царём Террадомбры. Он называет Барбарину своей супругой, а всех присутствующих на сцене и в зале призывает быть истинными философами, то есть, сознавая собственные ошибки, становиться лучше.
Заканчивается пьеса взаимными объятиями Тартальи и Нинетты, Ренцо и Помпеи, короля Террадомбры и Барбарины, Тартальи и его детей, Труффальдино, Смеральдины, Панталоне и т. д. Также финал содержит прощальное приветствие и обращение Барбарины к зрителям.

## Постановки
- 1935 — Новый театр юного зрителя (Ленинград). Режиссёр Борис Зон. Литературная обработка Вс. Вас. Успенского и Нины Гернет.
- 1970 — Рижский ТЮЗ. Режиссёр Николай Шейко.
- 1975 — Ленинградский театр драмы им. А. С. Пушкина. Режиссёр Николай Шейко.
- 1987 — Московский драматический театр Сфера. Режиссёр Екатерина Ильинична Еланская
- 1996 — The New Victory Theater (Нью-Йорк). Режиссёр Джули Теймор.
- 1997 — РАМТ. Режиссёр Феликс Берман. Художник Станислав Бенедиктов, костюмы — Ксения Шимановская.
- 2000 — Cort Theatre (Бродвей; Нью-Йорк). Режиссёр Джули Теймор.
- 2005 — «Повар-вор, его жена, близнецы и зелёный любовник». Московский драматический театр имени Н. В. Гоголя. Режиссёр Константин Богомолов.
- 2006 — Московский ТЮЗ. Режиссёр Ген. Тростянецкий, сценограф Елена Орлова.
- 2007 — ТЮЗ имени А. А. Брянцева. Режиссёр Григорий Дитятковский, художник Эмиль Капелюш.
- 2016 — Красноярский Театр Юного Зрителя